# Petar Šegrt
Petar Šegrt (Đurđevac, 8. svibnja 1966.) je bivši hrvatski nogometaš koji je nastupao za nekoliko njemačkih klubova. Danas je nogometni trener.
Prve nogometne korake je napravio u ekipi VFR Hirsau, da bi potom igrao za omladinske klubove Alzenberg Wimberg i FV Calw. Prvi profesionalni ugovor potpisuje za FV Calw 1984. godine. U klubu se zadržao do 1987. godine kada prelazi u FV Plochingen gdje provodi jednu sezonu. Po jednu sezonu je igrao i za TSV Schweickheim, te SV Allmersbach. 1992. godine potpisuje za FC Walldorf, da bi naredne godine u ekipi SV Waldhof Mannheim A. završio igračku karijeru.
U trenerskoj karijeri vodio je nekoliko mladih kategorija njemačkih klubova od kojih se izdvajaju Bochum i Duisburg. Bio je trener više austrijskih klubova: DSV Leoben, SV Ried i Wiener Sportklub. 2008. godine bio je izbornik gruzijske nogometne reprezentacije, a prije toga vrlo uspješni izbornik gruzijske reprezentacije do 21 godine. Bio je i vrlo uspješan trener dvije prvoligaške momčadi u Indoneziji. 
Postao je poznat po radu s mladim nogometašima pa je tako 18 mladih nogometaša u Gruziji i 10 u Indoneziji, doveo do nacionalne reprezentacije. 
Radio je kao trener Zvijezde iz Gradačca u BIH. Trenutno je izbornik Tadžikistana, kojeg je prvi put odveo na Azijsko nogometno prvenstvo.